# Ann Packer

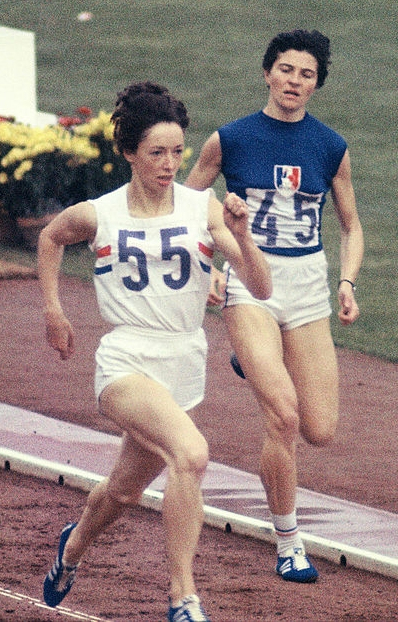
Ann Packer en Maryvonne Dupureur tijdens hun gevecht om de gouden medaille op de Olympische Spelen van 1964 in Tokio.

Ann Elizabeth Packer MBE (Moulsford, Oxfordshire, 8 maart 1942) is een voormalige Britse atlete, die zich aanvankelijk toelegde op de sprint, de horden en het verspringen, maar zich later ontwikkelde tot middellangeafstandloopster van wereldklasse. Op de 800 m veroverde zij in één race olympisch goud en het wereldrecord.

## Biografie

### Al vroeg in nationaal team
Ann Packer won in 1959 als zeventienjarige scholiere op de 100 yd de Engelse titel voor scholieren. Een jaar later liep zij 24,9 s op de 200 m en 11,4 op de 80 m horden, maar won verrassenderwijs de AAA-titel bij het verspringen met een sprong van 5,68 m. Ze was inmiddels lid van de Reading Athletic Club geworden, toen ze in 1962 werd geselecteerd voor het Britse team. Bij de Gemenebestspelen in Perth won zij als lid van het estafetteteam op de 4 x 100 m zilver en werd zij zesde op de 80 m horden. Later dat jaar behaalde zij bij de Europese kampioenschappen in Belgrado op de 200 m de finale, waarin zij met 24,4 zesde werd en veroverde zij brons met de 4 x 100 m estafetteploeg.

### Bij toeval op 400 m
In 1963 kwam Packer bij toeval op de langere sprint terecht. Zij wilde meedoen aan een wedstrijd in Reading, maar omdat de korte sprintnummers niet op het programma stonden, schreef zij zich maar in voor de 440 yd. Tot haar eigen verrassing realiseerde zij een tijd van 55,9. Drie weken later noteerde zij al 55,1 en toen ze vervolgens aan een tweetal interlands meedeed, eerst tegen Duitsland en in september tegen Nederland, liet ze op de 400 m 54,4, respectievelijk 53,4 noteren.

### OS: eerst zilver ...
Toen Ann Packer in 1964 in Tokio arriveerde om deel te nemen aan de Olympische Spelen, had zij de snelste jaartijd op de 400 m op haar naam staan en gold zij dus als een van de favorieten voor olympisch goud. Dat werd het echter niet. Hoewel zij in de olympische finale beter dan ooit presteerde en met 52,2 een Europees record vestigde, moest zij haar meerdere erkennen in de Australische Betty Cuthbert, die in de wereldrecordtijd van 52,0 naar haar derde gouden medaille snelde. Acht jaar eerder was zij in Melbourne reeds dubbelkampioene geworden op de 100 en 200 m.

### ... daarna goud
Hoewel Packer eveneens stond ingeschreven voor de 800 m, een afstand die zij op dat moment overigens slechts eenmaal in haar leven had gelopen, was zij aanvankelijk niet van plan geweest om ook op deze afstand tot het uiterste te gaan. Ze maakte plannen om te gaan winkelen in Tokio. Nadat haar verloofde, 400 meterloper Robbie Brightwell, met een vierde plaats op zijn favoriete afstand echter had teleurgesteld, werd ze door hem en haar coach Denis Watts overgehaald om ook op de 800 m haar uiterste best te doen. In de serie en halve finale bracht zij 2.12,6 en 2.06,0 op de klokken, geen wereldschokkende tijden. Alom werd de Française Maryvonne Dupureur dan ook de beste kansen toegedicht. Die had met haar 2.04,5 in de voorrondes het meeste indruk gemaakt.
In de finale liep het echter totaal anders. In een uiterst snelle race, waarin de regerend Europees kampioene, de Nederlandse Gerda Kraan, door het ijs zakte en in 2.05,8 op een roemloze zevende plaats eindigde, wist de 22-jarige onderwijzeres uit Reading met haar verwoestende eindsprint alles en iedereen te overrompelen. Na in 2.01,1, een knap wereldrecord, over de finish te zijn gekomen, wierp Ann Packer zich dolgelukkig in de armen van haar trotse verloofde. Hoe hard het was gegaan, bewees ook de tijd van de als tweede gefinishte Maryvonne Dupureur die, hoewel zwaar ontgoocheld, met haar 2.01,9 eveneens binnen de 2.02 was gebleven.

### Einde atletiekloopbaan
Nadat zij de gouden medaille had gewonnen, kondigde Packer haar afscheid van de atletieksport aan. Hiermee kwam een einde aan een van de kortste carrières van een olympisch goudenmedaillewinnaar. Het zou veertig jaar duren, voordat er opnieuw een Britse atlete op de 800 m zou zegevieren: Kelly Holmes op de Spelen van 2004.
Korte tijd later trouwden Ann Packer en Robbie Brightwell, die in Tokio uiteindelijk op de 4 x 400 m estafette toch nog zilver had behaald. Het tweetal kreeg drie zoons, waarvan er twee, Ian en David, profvoetballers werden bij Manchester City FC. De derde zoon, Gary, had de meeste aanleg voor de atletieksport, maar verkoos om deze sport louter en alleen voor zijn plezier te beoefenen. Ann en Robbie Brightwell werden in 1965 opgenomen in de Orde van het Britse rijk. Zij wonen tegenwoordig in Congleton, Cheshire.

## Titels
- Olympisch kampioene 800 m - 1964
- Brits (AAA)-kampioene 440 yd - 1964
- Brits (AAA)-kampioene verspringen - 1960

## Persoonlijke records
| Onderdeel   | Prestatie        | Datum           | Plaats |
| ----------- | ---------------- | --------------- | ------ |
| 100 m       | 12,0 s           | 1960            |        |
| 200 m       | 23,7 s           | 1964            |        |
| 400 m       | 52,2 s (ex-AR)   | 17 oktober 1964 | Tokio  |
| 800 m       | 2.01,1 s (ex-WR) | 20 oktober 1964 | Tokio  |
| 80 m horden | 11,4 s           | 1960            |        |
| verspringen | 5,92 m           | 1960            |        |

## Palmares

### 200 m
- 1962: 6e EK - 24,4 s

### 400 m
- 1964:  OS - 52,20 s

### 440 yd
- 1964:  Britse (AAA-)kamp. - 54,3 s

### 800 m
- 1964:  OS - 2.01,1 (WR)

### 80 m horden
- 1962: 6e Gemenebestspelen - 11,9 s

### verspringen
- 1960:  Britse (AAA-)kamp. - 5,68 m

### 4 x 100 yd
- 1962:  Gemenebestspelen - 46,81 s

### 4 x 100 m
- 1962:  EK - 44,9 s (NR)

1928: Lina Radke ·
1960: Ljoedmila Sjevtsova ·
1964: Ann Packer ·
1968: Madeline Manning ·
1972: Hildegard Falck ·
1976: Tatjana Kazankina ·
1980: Nadezjda Olizarenko ·
1984: Doina Melinte ·
1988: Sigrun Wodars ·
1992: Ellen van Langen ·
1996: Svetlana Masterkova ·
2000: Maria Mutola ·
2004: Kelly Holmes ·
2008: Pamela Jelimo ·
2012: Caster Semenya ·
2016: Caster Semenya ·
2020: Athing Mu ·
2024: Keely Hodgkinson
- World Athletics: 14420455
- International Standard Name Identifier: 0000 0003 9053 4227
- Nederlandse Thesaurus van Auteursnamen: 195537181
- Virtual International Authority File: 284173420
- WorldCat: E39PBJd86HWBCMkvDCYRgpqbBP